# Ahmad Hasan Ali Mahmud Ahmad
Ahmad Hasan Ali Mahmud Ahmad (arab. أحمد حسن علي محمود أحمد; ur. 1 listopada 1997) – egipski zapaśnik walczący w stylu klasycznym. Mistrz Afryki w 2018 i 2019. Brązowy medalista igrzysk śródziemnomorskich w 2018. Mistrz Afryki juniorów w 2016 i 2017. Złoty medalista mistrzostw arabskich w 2018. Trzeci na igrzyskach młodzieży w 2014. 